# 16174 Parihar
16174 Parihar è un asteroide della fascia principale. Scoperto nel 2000, presenta un'orbita caratterizzata da un semiasse maggiore pari a 2,2537180 UA e da un'eccentricità di 0,1347824, inclinata di 5,47202° rispetto all'eclittica.